# Wielącza
Wielącza (prononciation [vjɛˈlɔnt͡ʂa]) est un village de la gmina de Szczebrzeszyn, du powiat de Zamość, dans la voïvodie de Lublin, situé dans l'est de la Pologne.
Il se situe à environ 11 kilomètres au nord-est de Szczebrzeszyn (siège de la gmina), 12 kilomètres à l'ouest de Zamość (siège du powiat) et 69 kilomètres au sud-est de Lublin (capitale de la voïvodie).

## Administration
De 1975 à 1998, le village était attaché administrativement à l'ancienne voïvodie de Zamość.

Depuis 1999, il fait partie de la nouvelle voïvodie de Lublin.